# Records de France juniors d'athlétisme

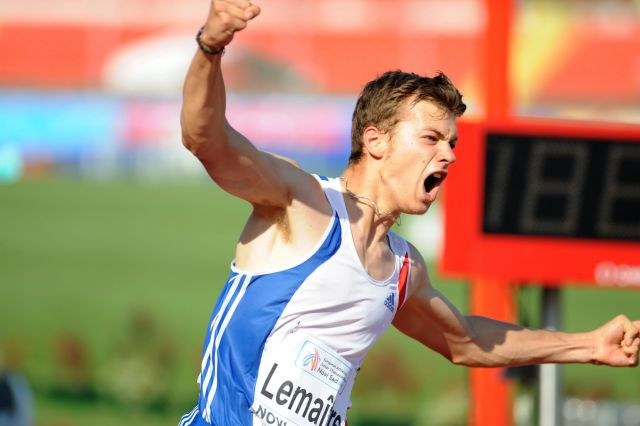
Christophe Lemaitre après sa victoire sur 100 m en 10 s 04 lors des championnats d'Europe juniors de Novi Sad, en juillet 2009, où il établit un nouveau record de France junior du 100 m.

Les records de France juniors d'athlétisme sont régis par la Fédération française d'athlétisme (FFA). Ils concernent les athlètes de moins de vingt ans.

## Records de France juniors

### Hommes
| Discipline                 | Performance | Athlète                                                                         | Compétition                                | Lieu                 | Date              | Réf.   |
| -------------------------- | --- | ------------------------------------------------------------------------------- | ------------------------------------------ | -------------------- | ----------------- | ------ |
| 100 m                      | 10 s 04 (+0,2 m/s) (AJR) | Christophe Lemaitre                                                             | Championnats d'Europe juniors              | Novi Sad             | 24 juillet 2009   | [ 1 ]  |
| 200 m                      | 20 s 62 (+0,4 m/s) | Bruno Cherrier                                                                  | Jeux olympiques                            | Munich               | 3 septembre 1972  | [ 2 ]  |
| 400 m                      | 46 s 21 | Thomas Jordier                                                                  | Championnats d'Europe juniors              | Rieti                | 19 juillet 2013   | [ 3 ]  |
| 800 m                      | 1 min 46 s 18 | Pierre-Ambroise Bosse                                                           | Meeting Pro Athlé Tour                     | Reims                | 5 juillet 2011    | [ 4 ]  |
| 1 000 m                    | 2 min 18 s 53 | Pierre-Ambroise Bosse                                                           |                                            | Paris                | 10 juillet 2011   | [ 5 ]  |
| 1 500 m                    | 3 min 38 s 01 | Samir Dahmani                                                                   | Mémorial Van Damme                         | Bruxelles            | 27 août 2010      | [ 6 ]  |
| 3 000 m                    | 7 min 48 s 98 | Bouabdellah Tahri                                                               |                                            | Metz                 | 18 juin 1997      |        |
| 5 000 m                    | 13 min 42 s 3 | Benoît Zwierzchlewski                                                           |                                            | Marignane            | 7 juin 1995       |        |
| 10 000 m                   | 28 min 30 s 80 | Benoît Zwierzchlewski                                                           |                                            | La Celle-Saint-Cloud | 26 juin 1995      |        |
| 110 m haies (99)           | 12 s 72 (WJR) | Sasha Zhoya                                                                     | Championnats du monde juniors              | Nairobi              | 21 août 2021      | [ 7 ]  |
| 400 m haies (91)           | 49 s 93 | Wilfried Happio                                                                 | Championnats d'Europe juniors d'athlétisme | Grosseto             | 23 juillet 2017   | [ 8 ]  |
| 3 000 m steeple (91)       | 8 min 35 s 88 | Hicham Errbibih                                                                 | Meeting Nikaïa                             | Nice                 | 10 juin 2024      | [ 9 ]  |
| Saut en hauteur            | 2,25 m | Elijah Pasquier                                                                 | Championnats d'Europe juniors              | Tampere              | 10 août 2025      | [ 10 ] |
| Saut à la perche           | 5,81 m | Anthony Ammirati                                                                |                                            | Saint-Wendel         | 31 août 2022      | [ 11 ] |
| Saut en longueur           | 8,12 m (+0,4 m/s) | Erwan Konaté                                                                    | Championnats du monde juniors              | Nairobi              | 20 août 2021      | [ 12 ] |
| Triple saut                | 17,20 m | Melvin Raffin                                                                   | Championnats d'Europe en salle             | Belgrade             | 3 mars 2017       | [ 13 ] |
| Lancer de poids (6 kg)     | 20,21 m | Frédéric Dagée                                                                  |                                            | Orléans              | 17 décembre 2011  | [ 15 ] |
| Lancer de disque (1,75 kg) | 59,46 m | Bertrand Vili                                                                   |                                            | Le Mont-Dore         | 1er mai 2002      |        |
| Lancer de marteau (6 kg)   | 82,84 m | Quentin Bigot                                                                   | Coupe de France des clubs                  | Bondoufle            | 16 octobre 2011   |        |
| Lancer de javelot (800 g)  | 78,97 m | Joachim Kiteau                                                                  | Championnats de France                     | Saint-Étienne        | 1er juillet 2001  | [ 16 ] |
| Décathlon Juniors          | 8 124 pts | Kévin Mayer                                                                     | Championnats d'Europe juniors              | Tallinn              | 24 juillet 2011   | [ 17 ] |
| Décathlon Juniors          | 11 s 40 (-1,7 m/s) (100 m), 7,52 m (+ 1,8 m/s) (longueur), 14,65 m (poids), 2,04 m (hauteur), 49 s 41 (400 m) / 14 s 09 (+0,7 m/s) (110 m haies), 41,00 m (disque), 4,80 m (perche), 56,60 m (javelot), 4 min 25 s 23 (1 500 m) |                                                                                 |                                            |                      |                   |        |
| 4 × 100 m                  | 39 s 33 | Sélection nationale Ronald Pognon Fabrice Calligny Ladji Doucouré Leslie Djhone | Championnats du monde juniors              | Santiago             | 22 octobre 2000   | [ 18 ] |
| 4 × 100 m (clubs)          | 40 s 05 | Le Neubourg A.C. Joël Chédeville Stéphane Adam Patrick Barré Pascal Barré       |                                            | Paris                | 22 septembre 1978 | [ 19 ] |
| 4 × 400 m                  | 3 min 05 s 41 | Sélection nationale Ludvy Vaillant Thomas Jordier Jordan Geenen Bastien Mandrou | Championnats d'Europe juniors              | Rieti                | 21 juillet 2013   | [ 20 ] |
| 10 000 m marche            | 40 min 52 s 7 | Gabriel Bordier                                                                 | Challenge national des ligues de marche    | Saran                | 2 octobre 2016    | [ 21 ] |
| 1 heure marche             | 14,508 km | Jean Blancheteau                                                                |                                            | Saran                | 18 octobre 2015   | [ 22 ] |

### Femmes
| Discipline                | Performance | Athlète                                                                             | Compétition                                      | Lieu                  | Date             | Réf.   |
| ------------------------- | --- | ----------------------------------------------------------------------------------- | ------------------------------------------------ | --------------------- | ---------------- | ------ |
| 100 m                     | 11 s 25 (+1,4 m/s) | Odiah Sidibé                                                                        |                                                  | Font-Romeu            | 27 juillet 1989  |        |
| 200 m                     | 22 s 76 (+0,5 m/s) | Muriel Hurtis                                                                       | Championnats de France                           | Dijon                 | 5 juillet 1998   | [ 23 ] |
| 400 m                     | 52 s 52 | Fabienne Ficher                                                                     | Championnats de France                           | Colombes              | 20 juillet 1985  | [ 24 ] |
| 800 m                     | 2 min 01 s 79 | Florence Giolitti                                                                   | Match Grande-Bretagne - France - Tchécoslovaquie | Gateshead             | 29 juin 1985     | [ 25 ] |
| 1 000 m                   | 2 min 37 s 2 | Véronique Renties                                                                   | Meeting Nikaïa                                   | Nice                  | 19 août 1979     | [ 26 ] |
| 1 500 m                   | 4 min 10 s 38 | Florence Giolitti                                                                   |                                                  | Marseille             | 19 juin 1985     |        |
| 3 000 m                   | 9 min 13 s 15 | Marie-Pierre Duros                                                                  | Meeting Nikaïa                                   | Nice                  | 15 juillet 1986  | [ 27 ] |
| 5 000 m                   | 15 min 50 s 47 | Alessia Zarbo                                                                       | Meeting National à thème de l'Est Lyonnais       | Décines-Charpieu      | 29 août 2020     | [ 28 ] |
| 10 000 m                  | 34 min 22 s 0 | Fleur Deconihout                                                                    |                                                  | Saint-Maur-des-Fossés | 9 octobre 1991   |        |
| 100 m haies (84)          | 13 s 00 (+1,9 m/s) | Cyrena Samba-Mayela                                                                 |                                                  | Grenoble              | 20 mai 2018      | [ 29 ] |
| 400 m haies (76)          | 55 s 56 | Méta Tumba                                                                          | Championnats d'Europe juniors d'athlétisme       | Tampere               | 9 août 2025      |        |
| 2 000 m steeple (76)      | 6 min 21 s 83 | Claire Palou                                                                        | Meeting EACPA                                    | Pontoise              | 15 août 2020     | [ 30 ] |
| 3 000 m steeple (76)      | 9 min 56 s 64 | Claire Palou                                                                        | Meeting National à thème de l'Est Lyonnais       | Décines-Charpieu      | 29 août 2020     | [ 28 ] |
| Saut en hauteur           | 1,95 m | Maryse Éwanjé-Épée                                                                  | Meeting de Rieti                                 | Rieti                 | 4 septembre 1983 |        |
| Saut à la perche          | 4,42 m | Alice Moindrot                                                                      | Championnats de France pré-régionaux Ouest       | Aubière               | 16 juin 2018     | [ 31 ] |
| Saut en longueur          | 6,60 m | Linda Khodadin-Ferga                                                                |                                                  | Dreux                 | 29 juin 1995     |        |
| Triple saut               | 14,20 m | Rouguy Diallo                                                                       | Championnats du monde juniors                    | Eugene                | 26 juillet 2014  | [ 32 ] |
| Lancer de poids (4 kg)    | 16,78 m | Ashley Bologna                                                                      |                                                  | Miramas               | 16 février 2019  | [ 33 ] |
| Lancer de disque (1.0 kg) | 59,27 m | Mélina Robert-Michon                                                                | Championnats de France des jeunes                | Dreux                 | 11 juillet 1998  | [ 34 ] |
| Lancer de marteau (4 kg)  | 71,09 m | Rose Loga                                                                           |                                                  | Eaubonne              | 31 janvier 2021  | [ 35 ] |
| Lancer de javelot (600 g) | 57,18 m | Prescilla Lecurieux                                                                 | Championnats de France cadets-juniors            | Dreux                 | 15 juillet 2011  | [ 36 ] |
| Heptathlon                | 6 113 pts | Nathalie Teppe                                                                      | Championnats de France d'épreuves combinées      | Talence               | 30 juin 1990     | [ 37 ] |
| Heptathlon                | 13 s 78 (+1,0 m/s) (100 m haies), 1,75 m (hauteur), 12,56 m (poids), 25 s 28 (200 m) / 5,89 m (+0,1 m/s) (longueur), 55,44 m (javelot), 2 min 18 s 34 (800 m) |                                                                                     |                                                  |                       |                  |        |
| Décathlon                 | 6 935 pts | Marisa De Aniceto                                                                   | Mémorial L. Brun                                 | Arles                 | 26 octobre 2002  | [ 38 ] |
| 4 × 100 m                 | 43 s 68 | Sélection nationale Natacha Vouaux Lina Jacques-Sébastien Aurélie Kamga Nelly Banco | Championnats du monde juniors                    | Grosseto              | 18 juillet 2004  | [ 39 ] |
| 4 × 100 m (clubs)         | 45 s 91 | AS Air France Clairly Canneval Mylène Terro Stéphanie Sylvestre Christine Arron     |                                                  | Bouillante            | 1er mai 1992     | [ 40 ] |
| 4 × 400 m                 | 3 min 32 s 79 | Sélection nationale Sandrine Thiébaud Cindy Éga Pierre-Marie Marival Sylviane Félix | Championnats d'Europe juniors                    | Nyiregyhaza           | 30 juillet 1995  | [ 41 ] |
| 5 000 m marche            | 22 min 29 s 43 | Maële Biré-Heslouis                                                                 |                                                  | Avranches             | 2 juillet 2021   |        |
| 10 000 m marche           | 46 min 32 s 8 | Camille Moutard                                                                     | Challenge National des Ligues de Marche          | Saran                 | 4 octobre 2020   | [ 42 ] |
| 1 heure marche            | 12 924 m | Pauline Stey                                                                        | Challenge National des Ligues de Marche          | Saran                 | 4 octobre 2020   | [ 42 ] |

## Records de France juniors en salle

### Hommes
| Discipline               | Performance | Athlète                     | Compétition                                          | Lieu                | Date                           | Réf.          |
| ------------------------ | --- | --------------------------- | ---------------------------------------------------- | ------------------- | ------------------------------ | ------------- |
| 50 m                     | 5 s 81 | Christophe Lemaitre         | Championnats de France en salle                      | Liévin              | 20 février 2009                | [ 44 ]        |
| 60 m                     | 6 s 62 | Jeff Erius                  | Championnats de France en salle                      | Aubière             | 18 février 2023                |               |
| 200 m                    | 21 s 10 | Ladji Doucouré              | Championnats de France en salle                      | Liévin              | 15 février 2002                | [ 45 ]        |
| 400 m                    | 46 s 89 | Thomas Jordier              | Championnats de France en salle                      | Aubière             | 17 février 2013                | [ 46 ]        |
| 800 m                    | 1 min 48 s 70 | Pierre-Ambroise Bosse       | Meeting des talents pour l'Europe                    | Eaubonne            | 5 février 2011                 | [ 47 ]        |
| 1 500 m                  | 3 min 42 s 24 | Vivien Henz                 | David Hemery Valentine Invitational                  | Boston              | 10 février 2023                |               |
| Mile                     | 3 min 57 s 47 | Vivien Henz                 | David Hemery Valentine Invitational                  | Boston              | 10 février 2023                | [ 48 ]        |
| 50 m haies               | 6 s 60 (temps intermédiaire sur 60 m, réalisé sur des haies à 106 cm")                                                             | Ladji Doucouré              | Championnats de France en salle                      | Liévin              | 16 février 2002                |               |
| 60 m haies (99)          | 7 s 34 (WJR) | Sasha Zhoya                 | Championnats de France cadets-juniors en salle       | Miramas             | 22 février 2020                | [ 49 ]        |
| Saut en hauteur          | 2,23 m | Michaël Diaz Mickael Hanany | Championnat régional Pays de La Loire Hochsprung-Cup | Mayenne Ottenhausen | 16 janvier 2005 3 février 2002 | [ 50 ] [ 51 ] |
| Saut à la perche         | 5,62 m | Ethan Cormont               | Concours du Perche élite de Clermont-Ferrand         | Clermont-Ferrand    | 23 février 2019                | [ 52 ]        |
| Saut en longueur         | 7,98 m | Erwan Konaté                |                                                      | Karlsruhe           | 28 janvier 2022                |               |
| Triple saut              | 17,20 m | Melvin Raffin               | Championnats d'Europe en salle                       | Belgrade            | 3 mars 2017                    | [ 53 ]        |
| Lancer de poids (6 kg)   | 20,21 m | Frédéric Dagée              |                                                      | Orléans             | 17 décembre 2011               |               |
| Lancer de poids (7 kg)   | 17,81 m | Boris Vain                  |                                                      | Nogent-sur-Oise     | 13 décembre 2012               |               |
| Heptathlon Juniors Salle | 6 015 pts | Maxime Moitié-Charnois      |                                                      | Val-de-Reuil        | 12 février 2023                |               |
| Heptathlon Juniors Salle | 6 s 99 (60 m), 7,24 m (longueur), 14,06 m (poids), 2,01 m (hauteur), 7 s 68 (60 m haies), 4,80 m (perche), 2 min 46 s 74 (1 000 m) |                             |                                                      |                     |                                |               |
| 5 000 m marche           | 19 min 34 s 14 | David Kuster                |                                                      | Liévin              | 22 décembre 2018               | [ 54 ]        |

### Femmes
| Discipline             | Performance                                                                                      | Athlète                  | Compétition                                                              | Lieu         | Date             | Réf.   |
| ---------------------- | ------------------------------------------------------------------------------------------------ | ------------------------ | ------------------------------------------------------------------------ | ------------ | ---------------- | ------ |
| 50 m                   | 6 s 34                                                                                           | Frédérique Bangué        | Masters Vittel                                                           | Grenoble     | 29 janvier 1995  | [ 55 ] |
| 60 m                   | 7 s 27                                                                                           | Marie-Joëlle Dogbo       | Championnats d'Europe en salle                                           | Paris        | 12 mars 1994     | [ 56 ] |
| 200 m                  | 23 s 44                                                                                          | Fabé Dia                 | Championnats de France en salle                                          | Liévin       | 26 février 1995  | [ 57 ] |
| 400 m                  | 53 s 73                                                                                          | Sandrine Thiebaud Kangni | Championnats de France en salle des jeunes                               | Liévin       | 12 février 1995  | [ 58 ] |
| 800 m                  | 2 min 05 s 31                                                                                    | Charlotte Mouchet        | Championnats de France en salle                                          | Aubière      | 22 février 2015  | [ 59 ] |
| 1 500 m                | 4 min 27 s 08                                                                                    | Bérénice Fulchiron       | Match France-Italie                                                      | Ancône       | 2 mars 2019      | [ 60 ] |
| 50 m haies (84)        | 7 s 09                                                                                           | Anne Piquereau           | Championnats de France FNSU en salle                                     | Paris        | 29 janvier 1983  | [ 61 ] |
| 60 m haies (84)        | 8 s 06 (WJR)                                                                                     | Monique Éwanjé-Épée      | Championnats d'Europe en salle                                           | Madrid       | 22 février 1986  | [ 62 ] |
| Saut en hauteur        | 1,92 m                                                                                           | Maryse Éwanjé-Épée       | Championnats d'Europe en salle                                           | Budapest     | 6 mars 1983      |        |
| Saut à la perche       | 4,36 m                                                                                           | Marion Fiack             | Perche Élite Tour                                                        | Orléans      | 10 décembre 2011 | [ 63 ] |
| Saut en longueur       | 6,57 m                                                                                           | Heather Arneton          |                                                                          | Eaubonne     | 15 janvier 2017  | [ 64 ] |
| Triple saut            | 13,50 m                                                                                          | Yanis David              | Tyson Invitational                                                       | Fayetteville | 13 février 2016  | [ 65 ] |
| Lancer de poids (4 kg) | 16,78 m                                                                                          | Ashley Bologna           | Championnats de France en salle des jeunes                               | Miramas      | 16 février 2019  | [ 66 ] |
| Pentathlon             | 4 180 pts                                                                                        | Solène Ndama             | Championnats de France Jeunes d'épreuves combinées et de marche en salle | Rennes       | 4 février 2017   | [ 67 ] |
| Pentathlon             | 8 s 41 (60 m haies), 1,69 m (hauteur), 12,86 m (poids), 5,76 m (longueur), 2 min 21 s 29 (800 m) |                          |                                                                          |              |                  |        |
| 3 000 m marche         | 13 min 07 s 78                                                                                   | Clémence Beretta         | Championnats des Vosges                                                  | Vittel       | 10 décembre 2016 | [ 68 ] |

## Records de France juniors hors Stade

### Hommes
| Discipline    | Performance     | Athlète          | Compétition                                 | Lieu               | Date           | Réf.   |
| ------------- | --------------- | ---------------- | ------------------------------------------- | ------------------ | -------------- | ------ |
| 5 km route    | 14 min 13 s     | Ylies Mihoubi    |                                             | Lille              | 3 octobre 2022 |        |
| 10 km route   | 29 min 23 s     | Nils Serre-Gehri | Prom'Classic                                | Nice               | 8 janvier 2023 |        |
| Semi-marathon | 1 h 06 min 37 s | Ian De-Bondt     |                                             | Beaufort-en-Vallée | 6 octobre 2002 |        |
| 10 km marche  | 41 min 02 s     | David Kuster     | Championnats du monde de marche par équipes | Taicang            | 5 mai 2018     | [ 69 ] |

### Femmes
| Discipline    | Performance     | Athlète             | Compétition              | Lieu      | Date             | Réf. |
| ------------- | --------------- | ------------------- | ------------------------ | --------- | ---------------- | ---- |
| 5 km route    | 16 min 23 s     | Sofia Benfarès      | 5 km de Lille            | Lille     | 20 mars 2022     |      |
| 10 km route   | 33 min 0 s      | Alessia Zarbo       |                          | Madrid    | 31 décembre 2020 |      |
| Semi-marathon | 1 h 15 min 48 s | Manon Trapp         |                          | Reims     | 20 octobre 2019  |      |
| 10 km marche  | 47 min 05 s     | Maële Biré-Heslouis | Coupe d'Europe de marche | Poděbrady | 16 mai 2021      |      |

## Sources
Site officiel de la Fédération française d'athlétisme (FFA).